# 朴基丙
朴 基丙（パク・キピョン、박기병）は大韓民国の軍人。創氏改名時の日本名は豊島（名は不明）。

## 人物
1917年、京城に生まれる。日本軍に特別志願して関東軍に勤務。独立運動家に内通した疑いで金昌龍の尋問を受ける。終戦後、新京保安司令部（長：丁一権）生徒隊教官。
1946年1月15日付で軍事英語学校卒業、任少尉(軍番10021番)。
1948年、第4連隊副連隊長。1949年2月1日、第21連隊長。同年3月31日、第20連隊長。
1950年6月、朝鮮戦争が勃発すると第20連隊はソウルの防御に投入される。1950年7月、第1師団と合流して第12連隊長。1950年9月3日、第6訓練所長。1950年9月、第20連隊長。1950年秋、歩兵学校教授部長兼参謀。1951年3月、陸軍予備士官学校副校長。1952年5月、太白山地区戦闘司令官。1953年1月、任准将。同年4月21日、第22師団長。
1955年、第15師団長、任少将。1957年、第2師団長。1958年、軍事研究発展局長。1959年、教育総本部副総長。1960年、第5管区司令官。
1961年7月、予備役編入。星友倶楽部（星友会の前身）常任理事兼事務総長。